# Ніч помилок (фільм, 1974)
«Ніч помилок» — радянський телефільм-спектакль, знятий Михайлом Козаковим в 1974 році за мотивами твору британського письменника Олівера Голдсміта «Ніч помилок, або Приниження паче гордості».

## Сюжет
З приїздом Чарлі Марлоу і його друга в будинок високоповажного містера Харткестля, де жили його дочка, вихованка і пасинок, встановилася метушлива плутанина. Хто з молодих людей в кого закоханий? Хто кого ненавидить? Але «Ніч помилок» пройшла, а ранок і любов все розставили на свої місця.

## У ролях
- Олександр Калягін —  батько Кет, містер Харткестль
- Антоніна Дмитрієва —  Доротея Хардкестль, його дружина
- Олег Даль —  Чарлі Марлоу
- Леонід Каневський —  Джордж Гастінгс
- Марина Нейолова —  Кет, міс Харткестль
- Олена Сатель —  Констанція, племінниця місіс Хардкестль
- Костянтин Райкін —  Тоні, син місіс Хардкестль
- Григорій Лямпе —  батько Чарлі, містер Марлоу

## Знімальна група
- Постановка: Михайло Козаков
- Композитор: Давид Кривицький
- Текст пісень: Євген Рейн
- Ведучий оператор: Т. Алексєєв
- Ассистент режисера: І. Крупеніна
- Художник-постановник: Лариса Мурашко
- Оператори: Ю. Гаврилов, А. Вілін
- Звукорежисер: С. Лобарєв
- Художники

по гриму: І. Самойлова, Є. Мартинова
по костюмам: М. Савицька
з монтажу: І. Дубровін]], М. Анічков
з освітлення: А. Саватєєв
- Музичний редактор: С. Трушкіна
- Помічник режисера: Є. Лойк
- Редактор: М. Тер-Аванесова